# 돌아갈 귀
《돌아갈 귀》(Gui: A Space Between Two Deaths, 歸)는 한국에서 제작된 장호준 감독의 2000년 드라마 영화이다. 이영란 등이 주연으로 출연하였고 장호준 등이 제작에 참여하였다.

## 출연

### 주연
- 이영란
- 정이진
- 방은진
- 최규환
- 임치오

## 기타
- 프로듀서: 양혜정
- 조명: 남진아
- 조감독: 김성욱
- 녹음: 강봉성
- 미술: 함성호
- 세트: 오상만
- CG: 강종익
- CG: 손승현
- CG: 김용수
- 분장: 윤현주
- 분장: 김현희
- 분장: 김현경
- 의상: 장미아